# Північно-Ставропольське-Пелагіадинське
Північно-Ставропольське-Пелагіадинське — гігантське газове родовище на півдні Росії у Ставропольському краї. Наразі повністю випрацьоване та перетворене на Північно-Ставропольське підземне сховище газу.

## Опис
Родовище відкрили у 1950 році, коли виявили газовий поклад у відкладеннях хадумської формації (олігоцен), які залягають на глибинах 650—750 метрів. Хадумські поклади включають два з'єднані сідловиною підняття — Північно-Ставропольске та Пелагіадинське, при цьому їх площа сягає 590 км2 (з них 460 км2 у Північно-Ставропольській структурі). Основні запаси газу знаходились у алевритах, крім того, газоносними був алеврито — алевролитовий горизонт. 
В 1951-му виявили газ у пісковикових відкладеннях чокракської формації (середній міоцен), які залягають на глибинах 200—220 метрів.
Нарешті, у 1956-му виявили поклад у відкладеннях зеленої свити (еоцен), які сформувались у прибережно-морських умовах. Вони знаходяться на глибинах від 950 до 990 метрів та складаються із суміші пісків, пісковиків та алевролитів.
Родовище мало переважно метановий склад газу, при цьому у хадумському та чокракському покладах вміст метану становив до 98 %, а у зеленій свиті — від 87 % до 89 % (остання також містила 4 % етану та 2 % пропану).
Промислова розробка родовища почалась у 1956-му, при цьому видачу продукції організували по трубопроводу Ставрополь – Москва. Невдовзі ресурс також подали у другому напрямку по трубопроводу Ставрополь — Грозний.
Запаси родовища визначали як 220 млрд м3, при цьому до завершення розробки в 1975-му з нього було вилучено понад 200 млрд м3.
Виснажене родовище вирішили перетворити на підземне сховище газу, роботи над першою чергою якого розпочались у 1979-му.